# Cotesia hemileucae
Cotesia hemileucae är en stekelart som först beskrevs av Riley 1881.  Cotesia hemileucae ingår i släktet Cotesia och familjen bracksteklar. Inga underarter finns listade i Catalogue of Life.